# 缅因 (纽约州)
缅因（英語：Maine）是位于美国纽约州布鲁姆县的一个镇，地处布鲁姆县西端、宾汉姆顿西北。2010年美国人口普查时，该镇有5377人。其名称来源于海尔德兰省。服务宾汉姆顿及其周边地区的宾汉姆顿机场即位于该镇。